# Burglauer
Burglauer è un comune tedesco di 1 667 abitanti, situato nel land della Baviera.